# Морхаус (Мисури)
Морхаус (енгл. Morehouse) град је у америчкој савезној држави Мисури.

## Демографија
По попису из 2010. године број становника је 973, што је 42 (-4,1%) становника мање него 2000. године.
| Група             | 2000.       | 2010.       |
| Белци             | 966 (95,2%) | 925 (95,1%) |
| Афроамериканци    | 5 (0,5%)    | 8 (0,8%)    |
| Азијати           | 1 (0,1%)    | 1 (0,1%)    |
| Хиспаноамериканци | 26 (2,6%)   | 19 (2,0%)   |
| Укупно            | 1.015       | 973         |